# Maison de la Taverne
La maison de la Taverne est une habitation patricienne, ou maison-tour, médiévale de la ville de Caussade construite dans le quatrième quart du XIIIe siècle.

## Localisation
Le bâtiment est situé dans le département français de Tarn-et-Garonne, sur la commune de Caussade, au cœur de la vieille ville, dans la partie nord de la ville qui se trouvait à proximité de la 1re enceinte, actuellement au 21, rue de la République.

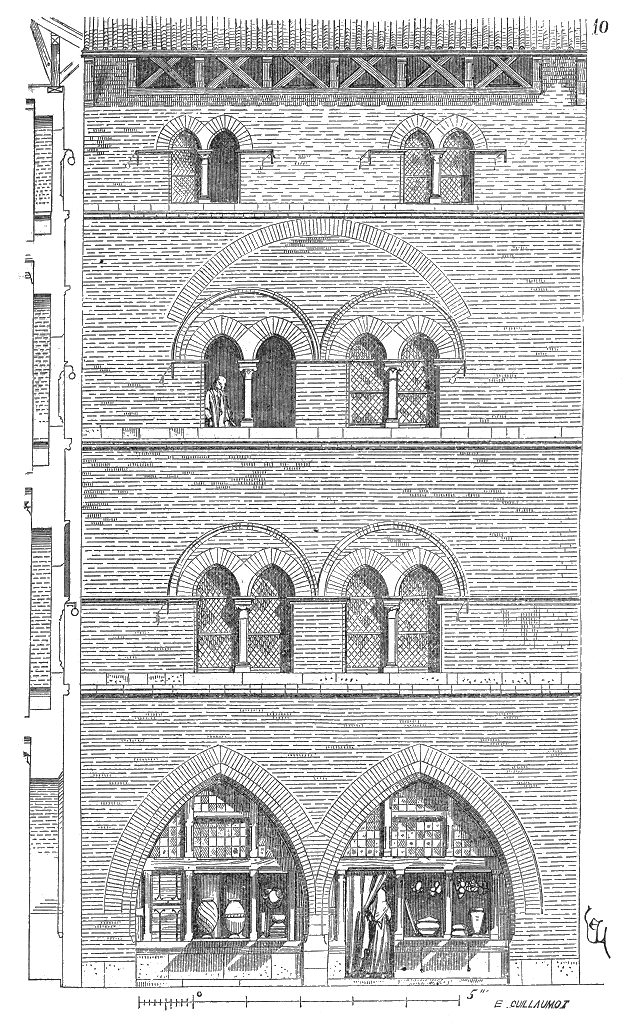
La façade ouest de la maison de la Taverne sur rue représentée dans son état initial par Eugène Viollet-le-Duc en 1863.

## Historique
La maison a connu une certaine célébrité quand Eugène Viollet-le-Duc l'a représentée pour illustrer les demeures médiévales dans le Dictionnaire raisonné de l'architecture française du XIe au XVIe siècle, en 1863.
Malgré son classement comme monument historique en 1925, la maison n'a pas fait l'objet d'une étude archéologique avant 2009 quand un projet d'aménagement en appartements a entraîné un diagnostic architectural par l'architecte en chef des monuments historiques Stéphane Thouin et une étude archéologique par Gilles Séraphin, architecte du patrimoine.
La maison initiale était isolée, puis quelques décennies plus tard, un second édifice plus bas a été ajouté au nord, contre la façade postérieure. Le premier édifice comprend trois étages habitables sur un rez-de-chaussée, au-dessus d'un niveau de caves. Le second corps de bâtiment ne comprend que deux niveaux.
Dans le cadre de l'étude archéologique, une étude dendrochronologique a permis de dater les poutres des deux plafonds du premier édifice.
- pour le plafond du premier étage, l'étude faite sur un élément donne automne-hiver 1274-1275,
- pour le plafond du second étage, l'étude sur deux bois a donné automne-hiver 1278-1279 et automne-hiver 1281-1282.

Cette étude permet de dater la construction de la maison-tour avant l'année 1281. L'adjonction du corps de logis arrière a dû être faite avant le milieu du XIVe siècle à en juger d'après la frise d'écus.
Les travaux réalisés au XVe siècle ont dû être réalisés par une grande famille de Caussade, les Missolières. Les fenêtres du premier étage sur rue ont été transformées par l'insertion de deux grandes croisées à double traverse.
La maison était appelée autrefois « Maison des Veuves » et s'appelle aujourd'hui, pour une raison inconnue, la « Taverne ».

## Peintures murales
Des traces de décors peints subsistent :
- sur les plafonds des premier et deuxième étages,
- sur le mur nord de la grande salle du premier étage sur environ 2 m².

Le décor des solives  est fait d'entrelacs, de rosaces et de macarons qui paraissent peintes en jaune d'or.
Le mur nord conserve la représentation d'un personnage grandeur nature coiffé d'un bonnet phrygien et vêtu d'un surcot très ajusté, mi-parti rouge et jaune. Seul le bras gauche du personnage est visible et porte un gros grelot cousu sur la manche à hauteur du coude. Des bribes d'inscriptions illisibles sont encore présentes.

## Dimensions
Le bâtiment initial est trapézoïdal :
- largeur de 7,50 à 9,40 m
- longueur : 11 à 11,35 m
- hauteur : 16,10 m

## Protection
L'édifice a été classé au titre des monuments historiques le 2 février 1925.